# 김경훈 (기업인)
김경훈(1976년 6월 18일 ~)은 대한민국의 기업인이다.
현재 구글코리아의 사장을 맡고 있다.

## 생애
1976년생으로 서울에서 태어났으며, 서울대학교 컴퓨터공학과 출신이다. 대학 4학년 때 다우기술에서 산업기능요원으로 복무하며 소프트웨어 엔지니어로 일했다.
아서 앤더슨(후에 BearingPoint로 변경), 베인 앤 컴퍼니, 왓이프이노베이션파트너스 등에서 전략컨설턴트로 근무하며 기업들을 대상으로 신사업 및 신제품 개발, 성장 전략 수립, 혁신 역량 강화 등 다수의 프로젝트를 수행하였다.
2015년 구글에 광고사업 분야 임원으로 입사하였고, 전임 사장이었던 존 리 사장이 구글 싱가포르로 옮긴 후 2021년 1월에 사장으로 선임 되었다. 그와 함께 일했던 구글 코리아 관계자는 "논리적이고 명확하지만 사내 봉사활동을 주도적으로 5년간 이끌 만큼 따뜻한 성격"이라고 평가했다.

## 활동
- 구글코리아가 스타트업을 지원하는 활동을 많이 하고 있어, 김경훈 사장도 스타트업과 관련된 행사에 자주 참석한다. 구글은 왜 스타트업을 돕는가라는 기고문을 쓰기도 했다.
- 2021년 9월, 구글코리아가 한국 진출 이후 처음으로 '구글 포 코리아' 행사를 개최했다. 이 자리에서 김경훈 사장은 "구글은 한국에서 10조5천억원에 이르는 경제 효과를 이끌었고, 5만4천여개의 일자리 창출에 직접 기여했다"며 "유튜브 역시 8만6천여개의 일자리 창출을 했고 지난 2020년 한 해 동안 1조5천억원에 달하는 경제 효과에 기여했다"고 언급했다.